# Monte-Kali-Pokalschießen

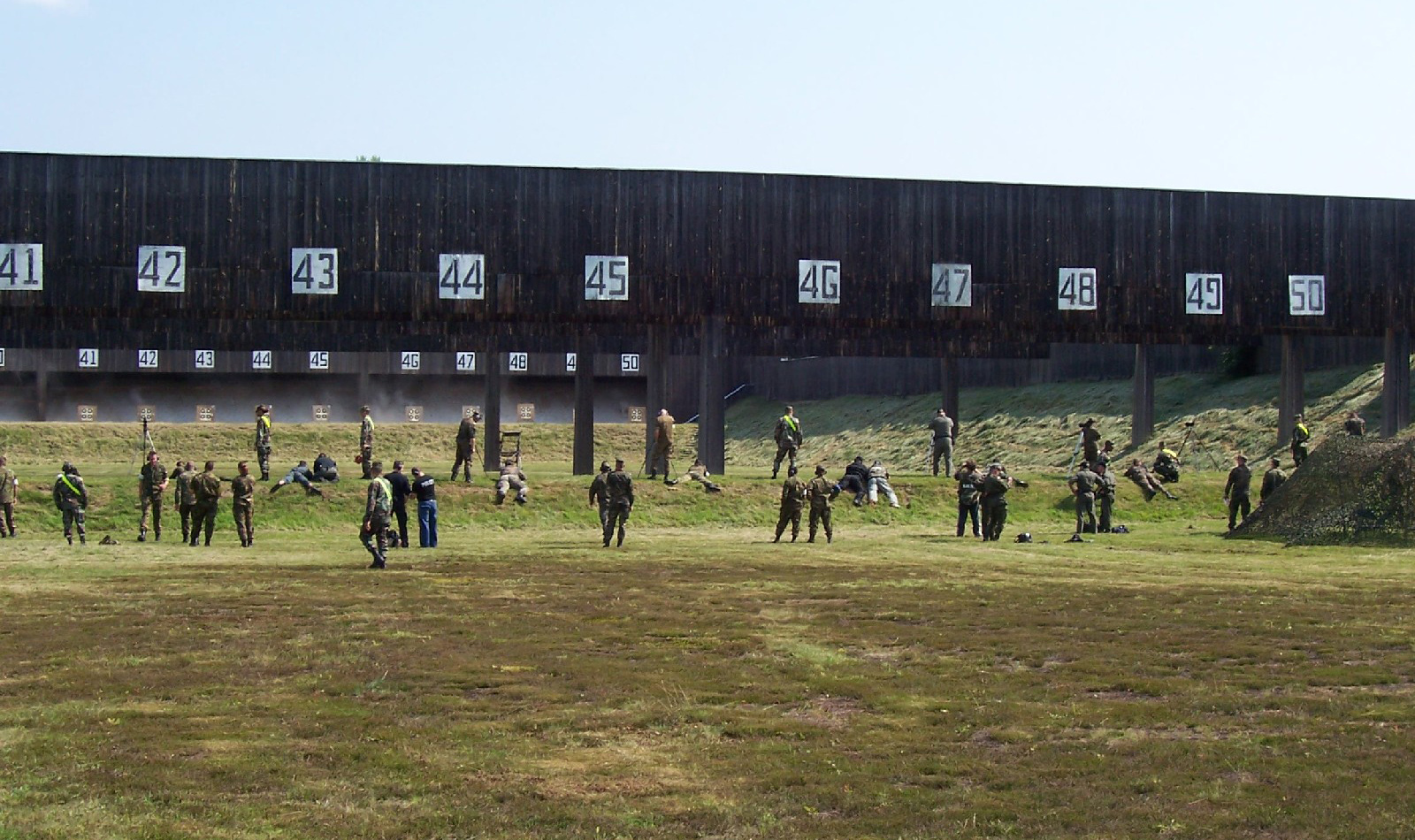
Teamwettkampf während des Pokalschießens

Das Monte-Kali-Pokalschießen (auch Monte-Kali-Pokal oder kurz MKP) war ein internationaler militärischer Schießsportwettkampf in Deutschland, der von 1984 bis 2018 jährlich ausgetragen wurde. Er wurde von der Reservistenkameradschaft Giesel, seit 1997 in Zusammenarbeit mit der US Army, organisiert und in Wackernheim ausgetragen. Es war (gemessen an Teilnehmerzahl und Munitionsverbrauch) der größte Schießwettkampf mit Militärwaffen in Europa.

## Allgemeines
Seinen Namen erhielt das Pokalschießen am ursprünglichen Austragungsort nach der Abraumhalde in Neuhof, im Volksmund auch Monte Kali genannt. Kern der Veranstaltung, zu der bis 2007 auch die Öffentlichkeit zugelassen war, ist das Schießen um den Monte-Kali-Pokal. In diesem Mannschaftswettkampf schießen vier Schützen pro Mannschaft mit je 15 Schuss (Zeitlimit zwei Minuten pro Schütze) nacheinander auf eine Klappfallscheibe. Die Zielentfernung beträgt 300 Meter. Gewertet werden sowohl Treffer als auch die benötigte Zeit, die für jeden Schützen einzeln festgehalten wird.
Meist liegt die Zahl der teilnehmenden Mannschaften bei etwa 300, zum 25. Jubiläum im Jahr 2008 kamen 450 Mannschaften in die Wertung. Die Veranstaltung beginnt immer freitags und endet samstagabends mit der Siegerehrung. Im Jahr 2018 kämpften, zum 35. Jubiläum, 261 Mannschaften um den Pokal.

## Rahmenprogramm

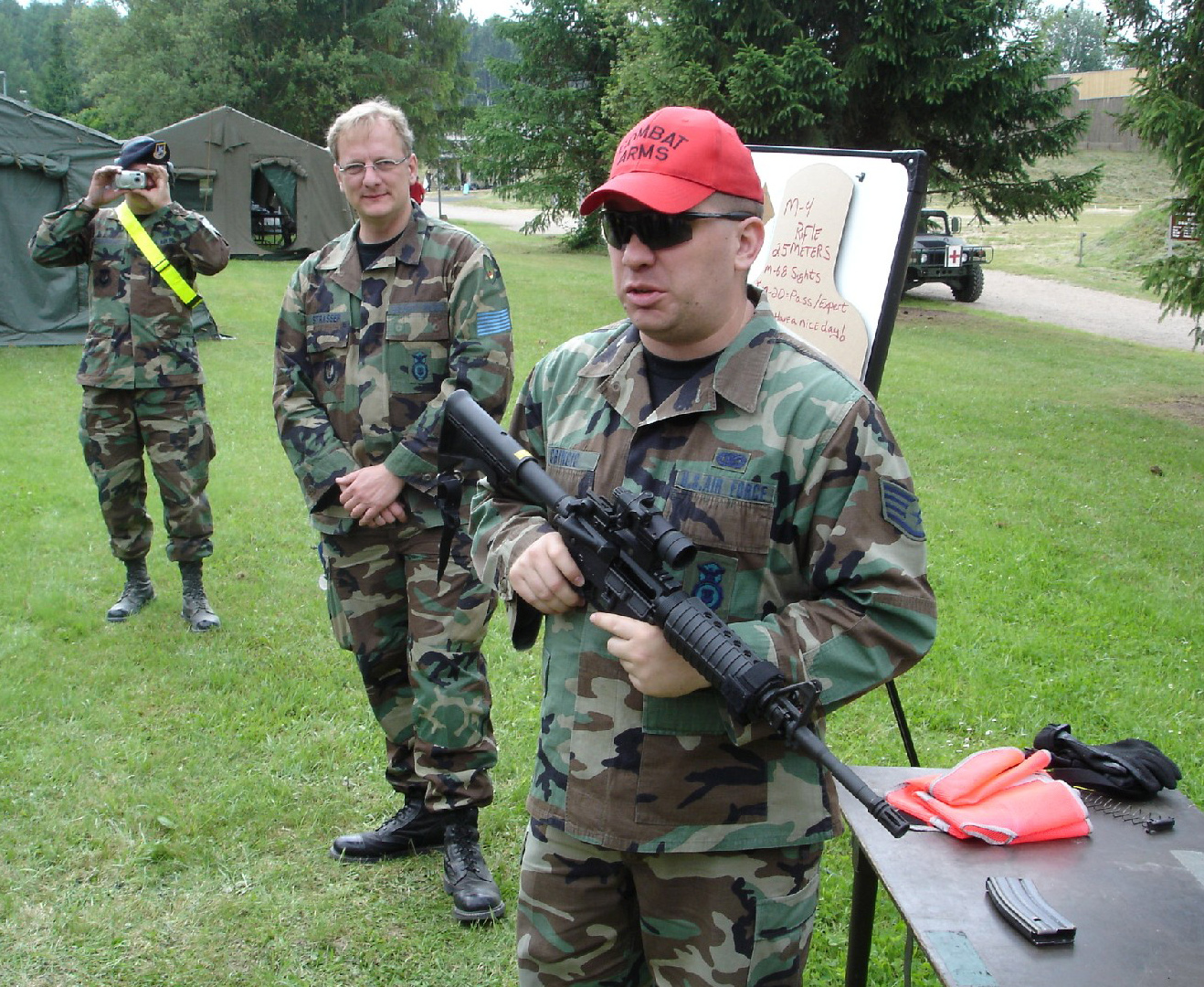
Kurzeinweisung in die Waffen mit Übersetzung. Hier: M4

Neben dem eigentlichen Wettkampf der Mannschaften findet ein Rahmenprogramm statt, bei dem Einzelschützen Gelegenheit haben, mit deutschen, amerikanischen und anderen ausländischen Waffen zu schießen und ausländische Schießabzeichen zu erwerben. Die Gewinne aus dem Munitionsverkauf gehen an verschiedene gemeinnützige Organisationen. In der Vergangenheit waren das bspw. die Aktion Cash (Kinderhilfsprogramm der Bundeswehr), Fisher House Foundation, Deutsche PTBS Hilfe (Soldatenhilfswerk der Bundeswehr) oder die Jugendgruppe des Sportvereins Wackernheim.
Folgende Schießabzeichen konnten bislang erworben werden:
- M16A2 (Schießabzeichen „Rifle“ der US Army)
- M249 SAW (Schießabzeichen „Machine Gun“ der US Army)
- M9 (Schießabzeichen „Pistol“ der US Army)
- MP5 / HK94 (Schießabzeichen „Submachine Gun“ der US Army)
- UMP (Schießabzeichen „Submachine Gun“ der US Army)
- M67 Dummy (Schießabzeichen „Grenade“ der US Army)
- M9 (Schießabzeichen „Pistol“ der US Air Force)
- M4 (Schießabzeichen „Rifle“ der US Air Force)
- M9 (Schießabzeichen „Pistol“ des US Marine Corps)
- Glock 17 (Schießabzeichen der niederländischen Streitkräfte)
- SL-8 (Gewinne aus dem Munitionsverkauf gehen an verschiedene Gemeinnützige Organisationen)

## Geschichte
Der Vorgänger des Monte-Kali-Pokals ist der „Schießtag Osthessen“ der Kreisgruppe Fulda des Reservistenverbandes. Im Gegensatz zum Schulschießen der Bundeswehr entstand die Idee, dass die gesamte Mannschaft auf einen gemeinsamen Scheibenträger schießt, auf den jeweils vier einzelne Zielscheiben gedruckt sind. Nach dem Schießen werden die Scheiben aus einem sicheren Bunker heraus getauscht und das folgende Rennen kann kurz danach weiterschießen, während bereits der Scheibenträger für die nächste Mannschaft vorbereitet wird. Bei der Bundeswehr würde die Auswertung unmittelbar nach dem Schießen noch auf der Schießbahn stattfinden. Hier jedoch erfolgte sie im Anschluss zusammen mit der Mannschaft abseits der Schießbahn. Diese Idee wurde später von anderen Veranstaltern übernommen, um eine große Anzahl Schützen in kurzer Zeit am Wettkampf teilnehmen zu lassen.
Bis 1998 fand die Veranstaltung auf einer Schießanlage des damaligen Bundesgrenzschutzes im Michelsrombacher Wald bei Fulda statt, von 2002 bis 2009 dann auf der inzwischen ehemaligen US-Schießanlage Darmstadt Training Support Center bei Messel in Hessen.
Seit 2007 wird der Monte-Kali-Pokal nicht auf Ringscheiben, sondern auf Klappfallscheiben ausgetragen und findet seit 2012 im Wackernheim Regional Range Complex in Wackernheim bei Mainz statt. Ausrichter ist seit 2012 neben der Reservistenkameradschaft Giesel das 1-214th Aviation Regiment der US Army.

## Teilnehmer

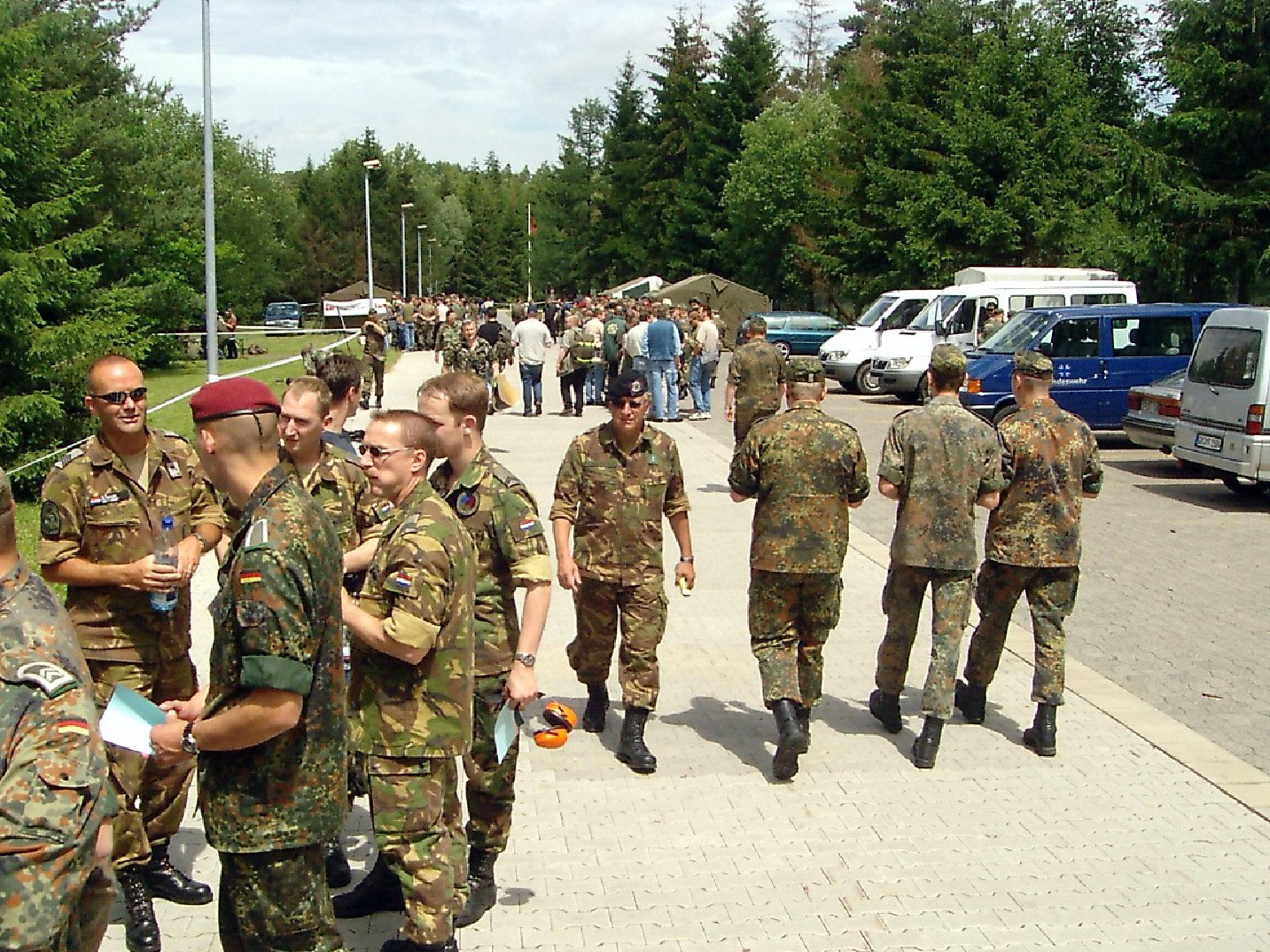
Teilnehmer aus mehreren Ländern

Die bis zu 1600 Teilnehmer stammen aus Deutschland, den Vereinigten Staaten von Amerika, Luxemburg, den Niederlanden, Belgien, Frankreich, Dänemark, Litauen, Polen, Russland, Tschechien, aus der Schweiz, Österreich und Italien. Sie werden in folgende Wertungsgruppen eingeteilt:
- A – Aktive Bundeswehrangehörige
- B – Reservisten der Bundeswehr
- C – zivile Gäste schießsportbetreibender Vereinigungen
- D – ausländische Streitkräfte und deren Reservisten
- E – Polizei / Bundespolizei / Bundeskriminalamt / Zoll

Bis 2008 war die Veranstaltung für jeden zugänglich, sodass auch die breite Öffentlichkeit ohne Voranmeldung am Rahmenprogramm und bei freien Kapazitäten auch am Pokalschießen teilnehmen konnte. Die veränderten Regelungen der US Army erlauben seit 2008 nur noch aktiven oder in Reservistenverbänden organisierten ehemaligen Soldaten, Mitgliedern von schießsporttreibenden Vereinen oder Angehörigen von Behörden den Zugang zur Schießbahn.